# تاريخ مار قرداغ
تاريخ مار قرداغ هو نص سرياني عن شهداء المسيحية يتناول سيرة قرداغ، وهو قائد عسكري نبيل في الدولة الساسانية اعتنق الديانة المسيحية بعد أن كان على الزرادشتية. وعلى الرغم من أن أحداث النص تدور في عهد سابور الثاني (309–379م)، إلا أنه كُتب في العقود الأخيرة من الإمبراطورية الساسانية.

## تاريخ النشر

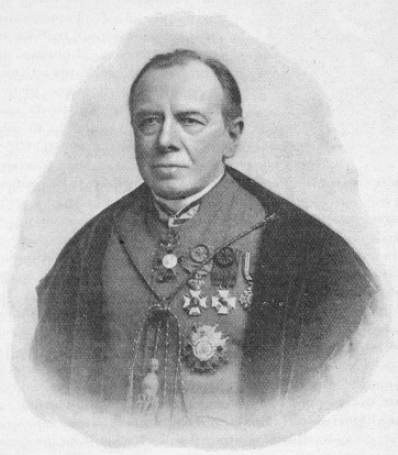
صورة جان بابتيست أبيلو في جامعة لوفان.

نُشر النص لأول مرة على يد جان بابتيست أبيلو عام 1890 في كتابه أعمال مار قرداغ، والي آشور، الذي استشهد في عهد سابور الثاني. اعتمد على مخطوطة نُسخت عام 1869 في الموصل من نسخة قديمة وصلته من المطران الكلداني لديار بكر، إي. جي. خياط. قدر خياط تاريخ المخطوطة (رقمها MS Diyarbakir Syriac 96) إلى القرن السابع أو الثامن الميلادي. احتوت المخطوطة أيضًا على أعمال لشهداء تعرضوا للاضطهاد في الإمبراطورية الساسانية بين القرن الرابع والسابع. كانت محفوظة في كنيسة مار باثيون في ديار بكر قبل أن تُفقد بعد الحرب العالمية الأولى، ثم نُقلت إلى العراق، وحالتها الحالية مجهولة.
في نفس العام، نشر هيرمان فيغه نسخة أخرى بالألمانية بعنوان قصة مار عبديشو وتلميذه مار قرداغ، معتمدًا على مخطوطة سريانية من شمدينلي تعود للقرن الثامن، وأخرى من ألقوش ودير الربان هرمزد.
أما بول بيدجان فنشر النسخة الثالثة عام 1891 في كتابه أعمال الشهداء والقديسين، معتمدًا على نص أبيلو، وأضاف فروقًا من نسخة الموصل لعام 1869، وأخرى حصل عليها من المرسل م. سالومون في منطقة بحيرة أورمية.
قام جويل ووكر بترجمة النص من السريانية إلى اللغة الإنجليزية ونشره عام 2006 في كتابه أسطورة مار قرداغ: السرد والبطولة المسيحية في العراق المتأخر. اعتمد في ترجمته على نص أبيلو.

## المحتوى

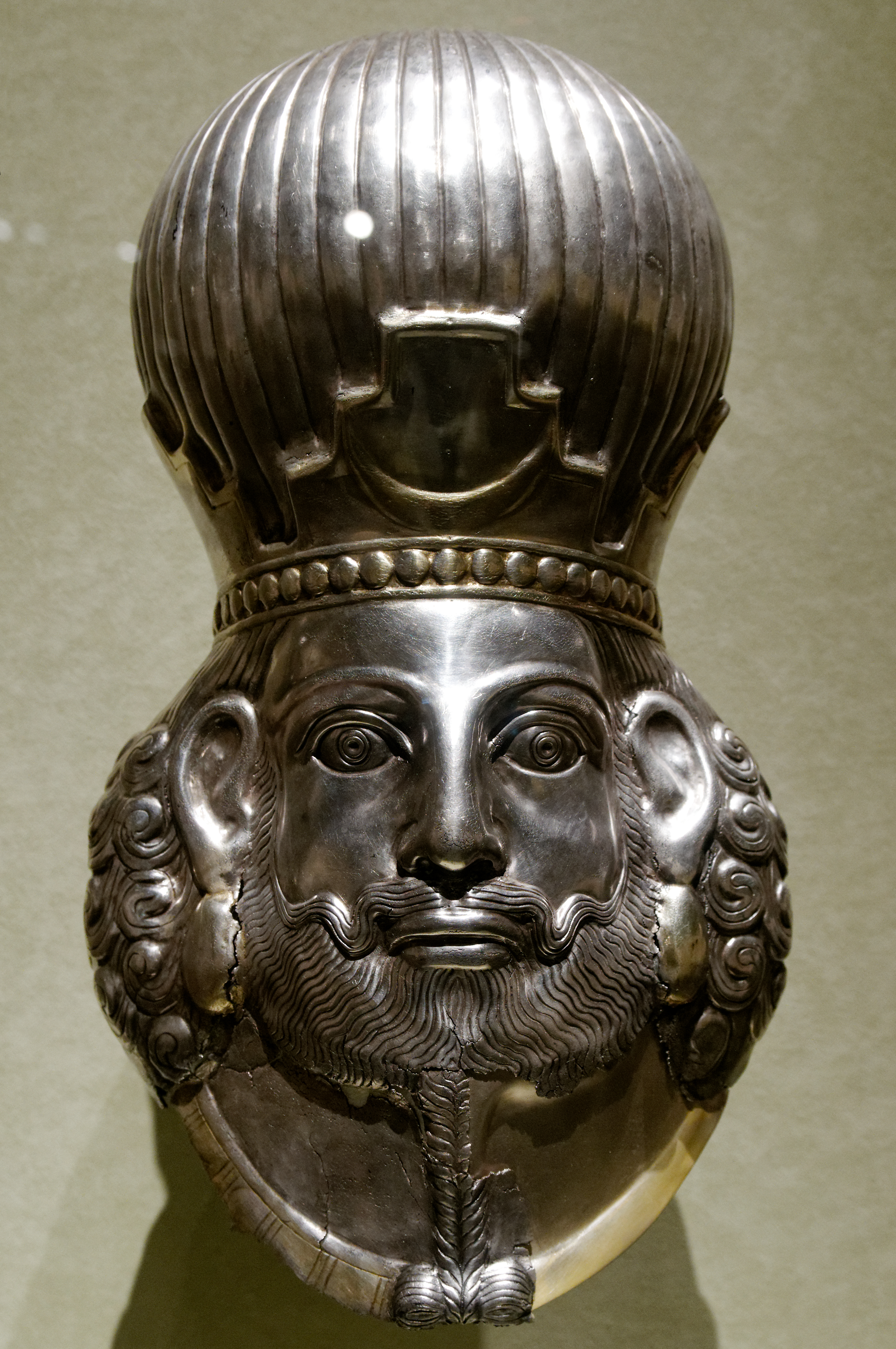
تمثال نصفي لـسابور الثاني، القرن الرابع الميلادي

يوجز فيليب وود بنية النص في كتابه تاريخ سِيرت: الخيال التاريخي المسيحي في العراق المتأخر (2013)، مستندًا إلى ترجمة جويل ووكر. تدور أحداث النص في بلدة ملقي بـحدياب شمال العراق في عهد سابور الثاني.
- يبدأ النص بالتأكيد على نسب مار قرداغ إلى الملوك الآشوريين، ثم يصف بناءه قلعة ومعبد نار على تل في ملقي. ويتلقى رؤية تنبئه بموته. يعجز عن الصيد واللعب بالكرة، لكنه يطارد أحد النبلاء الإيرانيين.
- يعتنق المسيحية بعد حوار مع رجل مسيحي، ثم يوزع ثروته على الأديرة المسيحية.
- رغم اعتناقه المسيحية، يواصل القتال ضد الإمبراطورية الرومانية مرتديًا ذخيرة من الصليب الحقيقي.
- بعد انتهاء القتال، يعود إلى معبد النار ليحوله إلى كنيسة مسيحية. فيبلغ موبد الملك سابور بذلك، فيأمره الأخير بأداء الطقوس الزرادشتية.
- يرفض مار قرداغ، فيخشى سابور من تمرد، ويرسل جيشًا ضده، لكن الجيش يُهزم. يُرجَم مار قرداغ حتى الموت على يد والده أمام وثنيين ويهود ومسيحيين.
- يختم النص بذكر أن سوقًا كبيرًا وكنيسة عظيمة أُنشئت في ملقي.